# Караорман
Караорман — гора средней высоты в западной части Северной Македонии. Этимология происходит от казахских слов қара - черная и 
```
орман – 
лес
. Гора протянулась с севера на юг, между бассейнами рек 
Чёрный Дрин
 на западе и  
Песчаной Реки
 (
макед.
) и 
Сатески
 на востоке. Высочайшая точка - Орлиный Верх (1.794 м). Гора достаточно лесиста. Караорман сформировался в третичном периоде, как и соседние горы 
Стогово
. Геологический состав представлен кристаллами сланца, вершина горы сформирована из известняка. В направлении с севера на юг гора постепенно спускается в Охридскую долину.
```